# Agulha de Pereyra
A Agulha de Pereyra (em inglês: Pereyra needle) foi bastante utilizada para a realização da uretropexia com incisão mínima: a técnica de Pereyra. A função deste instrumento é permitir, através da passagem de fios, que as fáscias parauretrais sejam ancoradas na fáscia do músculo reto abdominal.
A indicação é a correção anatômica da Incontinência urinária de esforço feminina.